# روابط ایران و لهستان
روابط رسمی میان ایران و لهستان از سال ۱۳۰۵ با اعزام استانیسلاس همپل از ورشو به عنوان کاردار به تهران آغاز شد که پس از مذاکراتی، در ۲۷ اسفند آن سال با علیقلی مسعود انصاری وزیر امور خارجه ایران «عهدنامه مودت» و «قرارداد تجارت» امضا کرد. عهدنامه مودت در ماده اول خود چنین آغاز می‌شد: «بین دولت شاهنشاهی ایران و دولت جمهوری لهستان و همچنین بین اتباع مملکتین، صلح خلل‌ناپذیر و دوستی دائم برقرار خواهد بود». 
بنابر «قرارداد تجارت»، شهروندان دو کشور حق رفت‌وآمد آزاد و سکونت و اقامت و کار در خاک یکدیگر یافتند، بی آنکه ناگزیر به پرداخت مالیات و عوارضی بیش از شهروندان بومی شوند. 
استانیسلاو همپل سفارتخانه لهستان را در ایران دایر کرد. از نوزدهم مهر ۱۳۰۷ رتبه او به وزیر مختار ارتقا یافت و سپس عراق نیز به حوزه مأموریتش افزوده شد. او تا دهم آذر ۱۳۱۷ به عنوان نماینده سیاسی لهستان در تهران ماند و به پاس خدماتش نشان پهلوی و نشان همایون دریافت کرد. پس از بازگشت به کشورش سناتور شد.